# Trionyxellinae
Sous-famille
Les Trionyxellinae sont une sous-famille d'opilions laniatores de la famille des Trionyxellidae.

## Distribution
Les espèces de cette sous-famille se rencontrent en Asie et en Afrique.

## Liste des genres
Selon World Catalogue of Opiliones (24/06/2021) :
- Anambasius Roewer, 1940
- Balnissa Roewer, 1935
- Brysma Roewer, 1935
- Calloristus Roewer, 1935
- Dulitellus Roewer, 1935
- Kandyca Roewer, 1915
- Namutonia Lawrence, 1931
- Nilgirius Roewer, 1915
- Nuwaria Roewer, 1915
- Randilella Lawrence, 1963
- Triaenopodium Roewer, 1915
- Trionychiperna Roewer, 1929
- Trionyxella Roewer, 1912

## Publication originale
- Roewer, 1912 : « Die Familien der Assamiiden und Phalangodiden der Opiliones-Laniatores. (= Assamiden, Dampetriden, Phalangodiden, Epedaniden, Biantiden, Zalmoxiden, Samoiden, Palpipediden anderer Autoren). » Archiv für Naturgeschichte, sér. A, vol. 78, no 3, p. 1–242 (texte intégral).